# Phoniatrie
Die Phoniatrie (griechisch für „Stimmheilkunde“, von phone, „Stimme“, und iatros, „Arzt“) ist eine medizinische Disziplin, die sich mit Störungen der Stimme, des Sprechens, der Sprache und des Schluckakts diagnostisch, therapeutisch und wissenschaftlich beschäftigt. Als akademisches Lehrfach wurde die Disziplin 1905 in Berlin von dem Internisten Hermann Gutzmann sen. (1865–1922) begründet.
Die Phoniatrie ist zusammen mit der Pädaudiologie ein medizinisches Fachgebiet, das sich auf die Pathophysiologie der Kommunikation gründet und für Erkrankungen und Störungen der Sprache, der Stimme, des Schluckens sowie für kindliche Hörstörungen zuständig ist. Das Fach basiert auf den anatomisch-physiologischen, diagnostischen und therapeutischen Grundlagen verschiedener Fachgebiete, unter anderem der HNO-Heilkunde (Otorhinolaryngologie), hat enge Beziehungen zu anderen medizinischen Fachgebieten, z. B. Neurologie, Psychiatrie, Pädiatrie, Geriatrie, Zahnmedizin, Mund-, Kiefer- und Gesichtschirurgie, Rehabilitationsmedizin sowie nicht-medizinischen Fachgebieten z. B. Hörgeräteakustik, Sonderpädagogik, Psychologie und Akustik.

## Geschichte
Der Internist Adolf Kußmaul verfasste 1877 die erste umfangreichere Publikation über Sprachstörungen. 1905, das Jahr der Habilitation von Hermann Gutzmann sen. zum Thema Die Sprachstörungen als Gegenstand des klinischen Unterrichts, gilt als Gründungsjahr des Fachgebietes, dessen Bezeichnung „Phoniatrie“ 1920 von Miloslav Seemann und Hugo Stern eingeführt wurde. Vor allem Gutzmann sen. und sein Wiener Schüler Emil Fröschels haben wesentliche Impulse zur Etablierung des Fachgebietes in der Medizin gegeben. Schüler der beiden waren bald europaweit tätig. Die Interdisziplinarität der beiden Phoniater bewirkte auch die Gründung von assoziierten Fächern wie die der Logopädie und der Sprachheilpädagogik. Einige der Schüler emigrierten in Zeiten des Nationalsozialismus in die USA und setzten dort ihre klinische und Lehrtätigkeit fort, wo sich das Fach nicht so wie in Europa etablieren konnte. Die akademische Ausbildung der in den USA dominierenden „Speech and Language Pathologists“ ist keine medizinische, sondern ist an den philosophischen Fakultäten untergebracht.
Mittlerweile sind Phoniater weltweit, mit dem Schwerpunkt in Europa tätig.
In Deutschland wurde die Phoniatrie zusammen mit der Pädaudiologie 1978 ein Teilgebiet der Hals-Nasen-Ohrenheilkunde und 1993 entstand das selbständige Fach Phoniatrie und Pädaudiologie.
Es wurde im Rahmen der EU-Harmonisierung der ärztlichen Weiterbildung versucht, eine europaweite Angleichung der Weiterbildung im Fach Phoniatrie-Pädaudiologie innerhalb der Fachgesellschaften zu entwerfen und ein einheitliches Weiterbildungskonzept seitens der UEP vorgelegt.

## Die Situation in Deutschland

### Der Facharzt für Phoniatrie und Pädaudiologie (Deutschland)
Um nach einem absolvierten Medizinstudium als Facharzt für Phoniatrie und Pädaudiologie (vorübergehend von 2004 bis 2018 „Facharzt für Sprach-, Stimm- und kindliche Hörstörungen“) tätig zu werden, bedarf es einer fünfjährigen Weiterbildungszeit.
Zur Zeit des Teilgebietes musste man Facharzt für HNO mit 4-jähriger Weiterbildungszeit sein, um dann 2 weitere Jahre im Teilgebiet ausgebildet zu werden. Nach Einführung des Facharztes 1992 durften diese Ärzte aufgrund einer Übergangsregelung auf Antrag bei ihrer Ärztekammer zusätzlich die eigenständige Facharztbezeichnung führen. Die Weiterbildungszeit wurde 1992, einheitlich für alle Fachgebiete, auf 5 Jahre festgelegt, umfasste 2 Jahre gemeinsame Basis-Weiterbildung mit den HNO-Ärzten und 3 Jahre fachspezifische Weiterbildung. Hintergrund dieser Aufteilung war eine beschlossene Zusammenführung einiger Fächer mit Facharztbezeichnungen unter einem, gemeinsamen Dach, hier als Gebiet Hals-Nasen-Ohrenheilkunde mit den Fachärzten für HNO und den Fachärzten für Stimm-, Sprach- und kindlichen Hörstörungen. Auf Beschluss des Deutschen Ärztetages 2018 wurde die eingeführte deutschsprachige Facharztbezeichnung, die sich nie richtig hat durchsetzen können, rückgängig gemacht und das gemeinsame Gebiet HNO aufgelöst. Seitdem ist in der Weiterbildungsordnung ein eigenständiger Facharzt verankert.

### Behandlungsleitlinien
Folgende Leitlinien im Bereich Phoniatrie sind unter Federführung der DGPP erstellt worden:
- S3-Leitlinie Therapie von Sprachentwicklungsstörungen der DGPP. In: AWMF online (Stand : 21.12.2022)
- S3-Leitlinie Diagnostik von Sprachentwicklungsstörungen (SES) unter Berücksichtigung umschriebener Sprachentwicklungsstörungen (USES) der DGPP. In: AWMF online (Stand 16.12.2011) (in Überarbeitung)
- S2k-Leitlinie Diagnostik und Therapie von Störungen der Stimmfunktion/Dysphonien der DGPP. In: AWMF online (Stand 31.01.2023)
- S1-Leitlinie Kommunikationsstörungen bei neurogenen Sprech- und Stimmstörungen im Erwachsenenalter, Funktionsdiagnostik und Therapie der DGPP. In: AWMF online (Stand 18.09.2014)

Die bisherigen, einzelnen Leitlinien Poltern (S1) und Stottern (S1) wurden zur gemeinsamen
- S3-Leitlinie Redeflussstörungen der DGPP. In: AWMF online (Stand : 31.08.2016) zusammengefasst (in Überarbeitung).

In Arbeit ist:
- S3-Leitlinie Oropharyngeale Dysphagie infolge einer Kopf-Hals-Tumor-Erkrankung – Diagnostik und Therapie der DGPP. In: AWMF online (Stand : angemeldet)

Eine Mitarbeit erfolgte bei folgenden Leitlinien:
- S2k-Leitlinie Seromucotympanon der  Deutsche Gesellschaft für Hals-Nasen-Ohren-Heilkunde, Kopf- und Hals-Chirurgie e. V.. In: AWMF online (Stand 31.10.2018)
- S2k-Leitlinie Morbus Fabry, Diagnose und Therapie der Deutschen Gesellschaft für Neurologie (DGN). In: AWMF online (Stand 30.06.2013) (in Überarbeitung)
- S1-Leitlinie Nachsorge von krebskranken Kindern, Jugendlichen und jungen Erwachsenen – Erkennen, Vermeiden und Behandeln von Spätfolgen der Gesellschaft für Pädiatrische Onkologie und Hämatologie (GPOH). In: AWMF online (Stand 01.06.2013) (in Überarbeitung)
- S2k-Leitlinie Down-Syndrom  der  Deutsche Gesellschaft für Kinder- und Jugendmedizin e. V. (DGKJ). In: AWMF online (Stand 31.07.2016)
- S3-Leitlinie Schilddrüsenkarzinom der Deutschen Gesellschaften für Nuklearmedizin e. V. (DGN), Allgemein- und Viszeralchirurgie e. V. (DGAV) sowie der Deutschen Gesellschaft für Endokrinologie. In: AWMF online (Stand : 10.07.2018)
- S2k-Leitlinie Hypersalivation der  Deutschen Gesellschaft für Hals-Nasen-Ohren-Heilkunde, Kopf- und Hals-Chirurgie e. V.. In: AWMF online (Stand 16.09.2018)
- S3-Leitlinie Diagnostik, Therapie und Nachsorge des Larynxkarzinoms der Deutschen Gesellschaft für Hals-Nasen-Ohren-Heilkunde, Kopf- und Hals-Chirurgie e. V.. In: AWMF online (Stand : 31.01.2019)
- S2k-Leitlinie Allgemeine Grundlagen der medizinischen Begutachtung  der  Deutschen Gesellschaft für Neurowissenschaftliche Begutachtung e. V.. In: AWMF online (Stand 31.01.2019)
- S1-Leitlinie Neurogene Dysphagien der Deutschen Gesellschaft für Neurologie (DGN). In: AWMF online (Stand 29.02.2020)
- wg. Überarbeitung mom. offline S2k-Leitlinie Einseitige Lippen-Kiefer-Gaumen-Spalten der Deutschen Gesellschaft für Mund-, Kiefer- und Gesichtschirurgie (DGMKG). In: AWMF online (Stand 01.07.2010)

### Standesorganisationen
Bei der Deutschen Gesellschaft für Phoniatrie und Pädaudiologie handelt es sich um den Zusammenschluss vorwiegend wissenschaftlich tätiger Fachärzte für Phoniatrie-Pädaudiologie incl. vielfach Ordinarien deutscher Hochschulen. Mitglied kann jeder Arzt für Phoniatrie-Pädaudiologie werden, der Bürgen aus dem Kreise der Mitglieder benennen kann. Für Ärzte in der Weiterbildung gibt es die Juniormitgliedschaft, die nach bestandener Facharztprüfung auf Antrag in eine Vollmitgliedschaft umgewandelt werden kann. Als vorwiegende Aufgabe der Gesellschaft darf die Erhaltung eines hohen wissenschaftlichen Standards des Fach angesehen werden.
Dem Vorstand gehört auch ein Mitglied des Deutschen Berufsverbandes der Fachärzte für Phoniatrie und Pädaudiologie e. V. an. Dabei handelt es sich um den Zusammenschluss vorwiegend praktisch tätiger Ärzte. Mitglied kann jeder Facharzt werden. Aufgabe des Berufsverbandes ist unter anderem die Vertretung der Interessen des Berufsstandes, sowie die Darstellung des Faches bei Behörden, ärztlichen und sonstigen Organisationen, insbesondere den Ärztekammern und kassenärztlichen Vereinigungen.

### Statistiken
Die Ärztestatistik der Bundesärztekammer zum 31. Dezember 2023 listet insgesamt 283 Fachärzte auf, davon sind 119 in niedergelassener und 57 ohne ärztliche Tätigkeit/im Ruhestand.
Im Juli 2024 waren in der DGPP 337 Mitglieder registriert.

## Die Situation in Österreich
Ein eigenständiges Sonderfach Phoniatrie gibt es in Österreich nicht, es zählt als Spezialisierung des Quellfachgebiets Hals-Nasen-Ohrenheilkunde.
Die Facharztausbildung HNO umfasst nach der ÄAO 2015 72 Monate mit Abschlussprüfung. Anschließend erfolgt die Ausbildung in der Spezialisierung Phoniatrie-Pädaudiologie über weitere 2 Jahre mit eigenständiger Prüfung zum Abschluss der Weiterbildung.

### Standesorganisationen
Die Sektion Phoniatrie ist eine Teilorganisation der Österreichischen Gesellschaft für Hals-Nasen-Ohrenheilkunde, Kopf- und Halschirurgie.
Sie verfolgt standespolitische Ziele, vertritt die Interessen der Phoniatrie gegenüber anderen ärztlichen Organisationen und Behörden, setzt sich für die weitere Entwicklung der Phoniatrie und Pädaudiologie einschließlich der Fortbildung von Ärzten auf diesem Gebiet ein und stellt sich gegebenenfalls bei Fachfragen beratend zur Verfügung. Darüber hinaus vertritt sie das spezialisierte Fachgebiet der Phoniatrie wissenschaftlich innerhalb der Österreichischen HNO-Gesellschaft.
Die Mitglieder der Sektion Phoniatrie müssen Fachärzte(-innen) für Hals-Nasen-Ohrenkrankheiten mit dem Zusatzfach Stimm- und Sprachkrankheiten (Phoniatrie) und zugleich Mitglieder der Österreichischen Gesellschaft für Hals-Nasen-Ohrenheilkunde, Kopf- und Halschirurgie sein.
Vorsitzende der Sektion ist Doris-Maria Denk-Linnert aus Wien.
Im September 2016 umfasste die Sektion Phoniatrie 45 Mitglieder.
Unabhängig von der HNO-Fachgesellschaft gibt es die interdisziplinäre Österreichische Gesellschaft für Phoniatrie, Logopädie und Pädaudiologie (ÖGLPP) in der neben Ärzten auch nichtärztliche Mitglieder vertreten sind. Präsidentin ist Berit-Schneider-Stickler aus Wien.

## Die Situation in der Schweiz
Eine 2-jährige Weiterbildung im Schwerpunkt Phoniatrie kann nach Abschluss der kompletten Weiterbildung über 5 Jahre im Fach Oto-Rhino-Laryngologie erfolgen. 2020 stehen Ausbildungsstätten an Kliniken in Basel, Bern, Lausanne, Luzern, St. Gallen und Zürich zur Verfügung.

### Standesorganisation
Bei der Schweizerischen Gesellschaft für Phoniatrie (SGP) (Präsident Jörg E. Bohlender, Zürich) sind 36 Fachärzte als ordentliche Mitglieder registriert (Stand 07/2024).

## Organisationen auf internationaler Ebene
Auf europäischer Ebene gibt es die Union of European Phoniatrics, (UEP) international die Intl. Association of Logopedics and Phoniatrics (IALP).